# 混沌地形

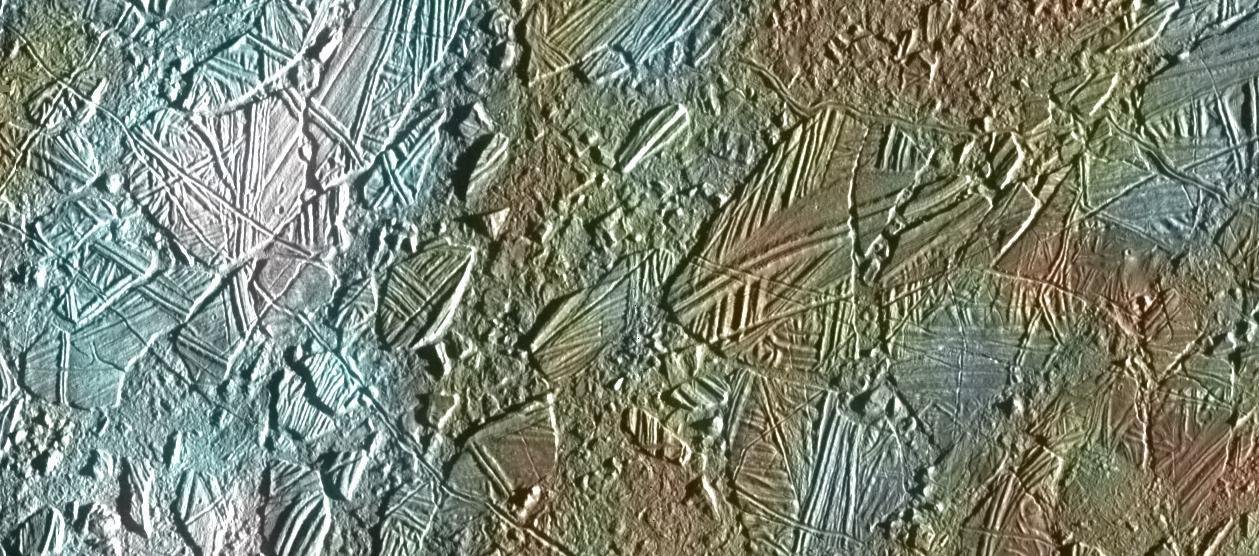
歐羅巴上的康納馬拉混沌（Conamara Chaos）

混沌地形用來描述一些行星地表上，山脊、裂縫、平坦的小平原等互相混在一起的地形，在火星和木星的衛星歐羅巴上很常見，而歐羅巴上的混沌地形，是冰層碎裂、冰塊旋轉傾斜後再度互相凝固而成，因此可看見相鄰的塊體上有連續的特徵，中間卻被切斷，如右圖般的地形。在命名法上，Chaos（混沌）是地形特徵的術語，如歐羅姆混沌。

## 火星上的混沌地形

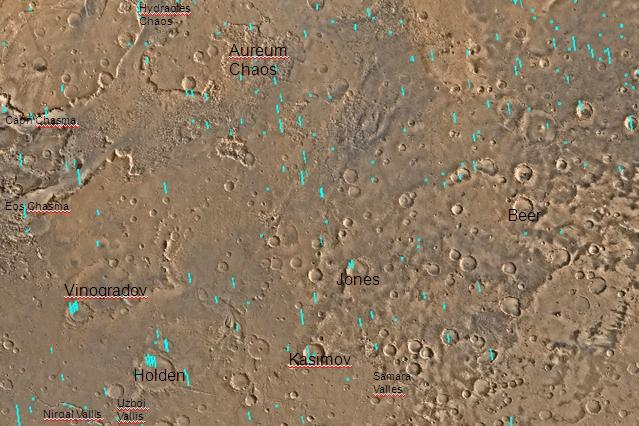
珍珠湾区地圖和主要的外形標示，歐羅姆混沌（Aureum Chaos）地形在地圖的頂端。
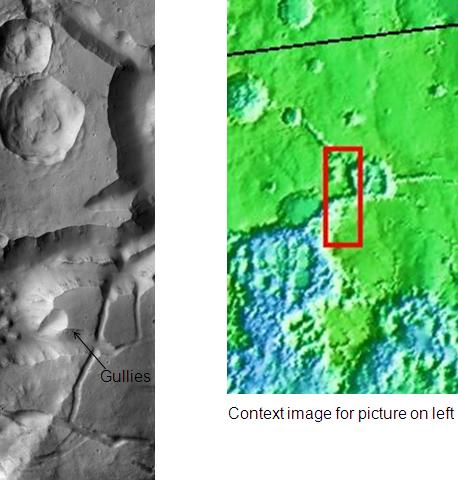
THEMIS在歐羅姆混沌看見的巨大峽谷，集水溝在這個緯度是很罕見的。影像取自珍珠灣區。
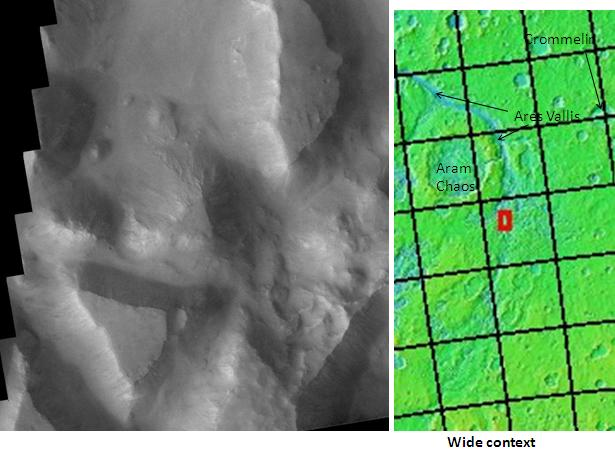
THEMIS觀察到的拉尼混沌，從台地被侵蝕的砂覆蓋著較明亮的地面物質。點擊圖象可以查看拉尼混沌與其他地區的地形。影像取自珍珠灣區。
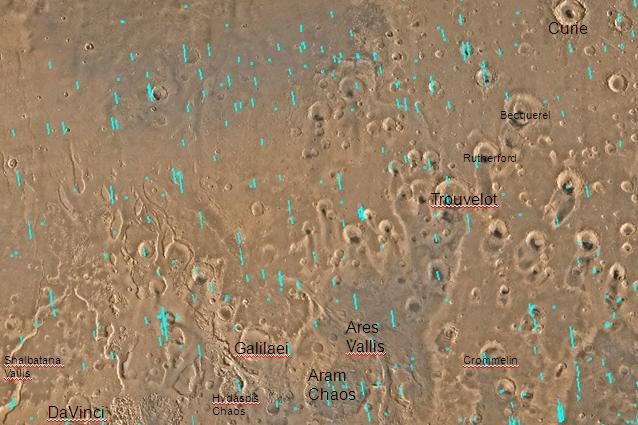
標示出主要地形的欧克西亚沼区地圖。這個四邊形包含許多個重疊的混沌區域和很多氾濫的河床（古老河流的峽谷）。
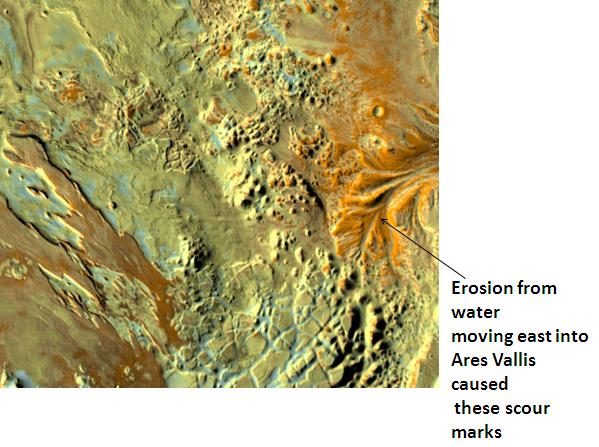
THEMIS觀察到在阿倫混沌的,侵蝕。這個地區在歐克西亞沼區（Oxia Palus）內。
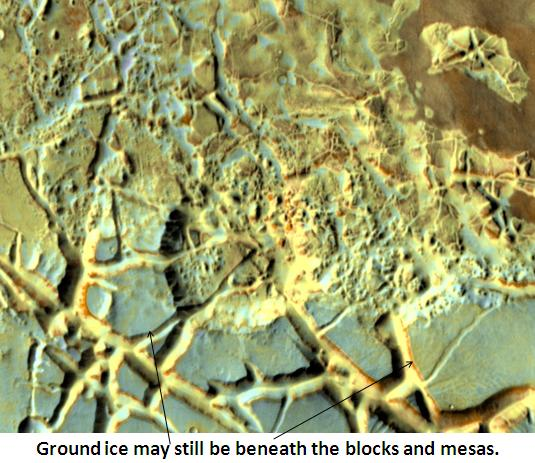
阿倫混沌地形（Aram Chaos）的石塊顯示可能的水源。由 THEMIS 攝影，位於欧克西亚沼区。
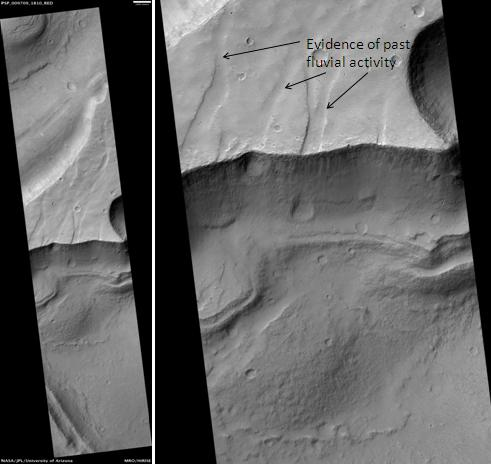
HiRISE 拍攝的海德拉奧特斯混沌，點選影像可見河道和地層，比例尺長相當於1000公尺，位於欧克西亚沼区。
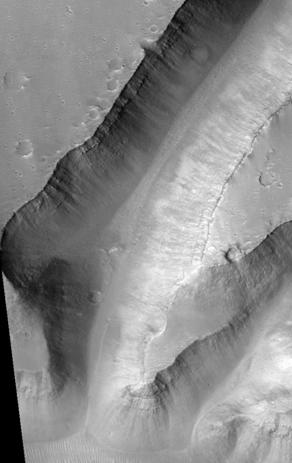
HiRISE 拍攝的 海达斯庇斯混沌，位於欧克西亚沼区。
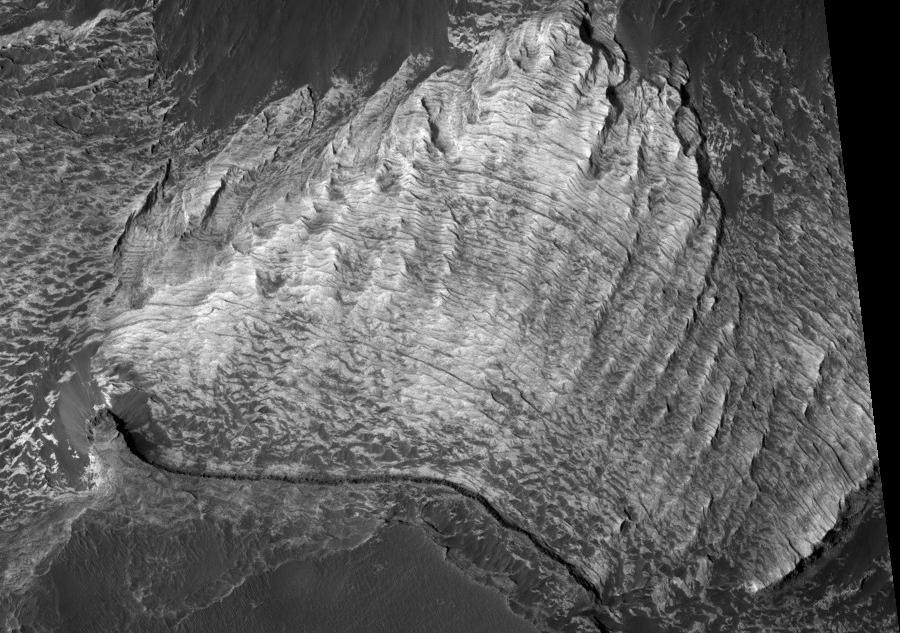
HiRISE 拍攝的厄俄斯混沌內淺色地層，位於欧克西亚沼区。
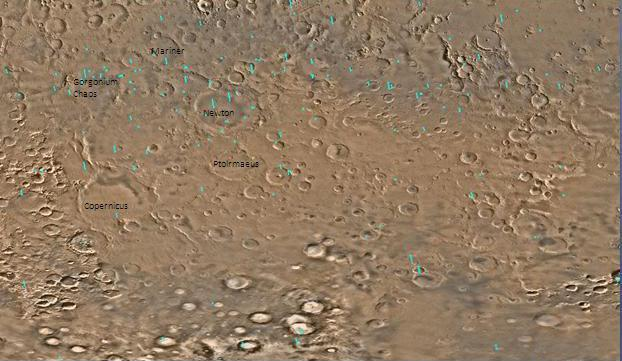
法厄同区地圖。戈耳貢混沌位於地圖頂端附近。
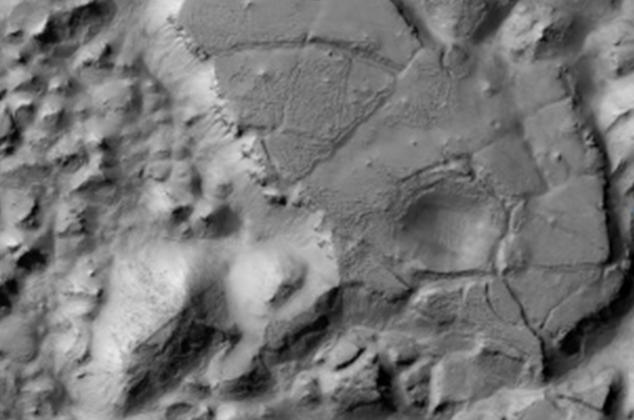
HiRISE 拍攝的戈耳貢混沌，影像寬度4公里。位於法厄同区。
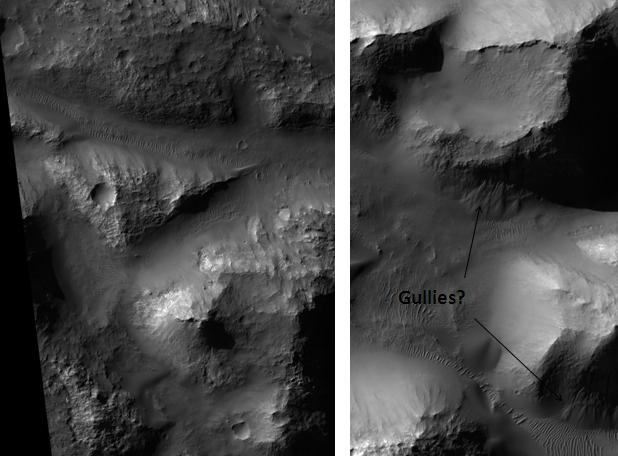
火星偵察軌道器的HiRISE拍攝的亞特蘭提斯混沌。點選影像可見到覆蓋的地層和可能的溝壑。這兩幅影像是從原始影像不同部分選取的，兩者的比例尺不同。
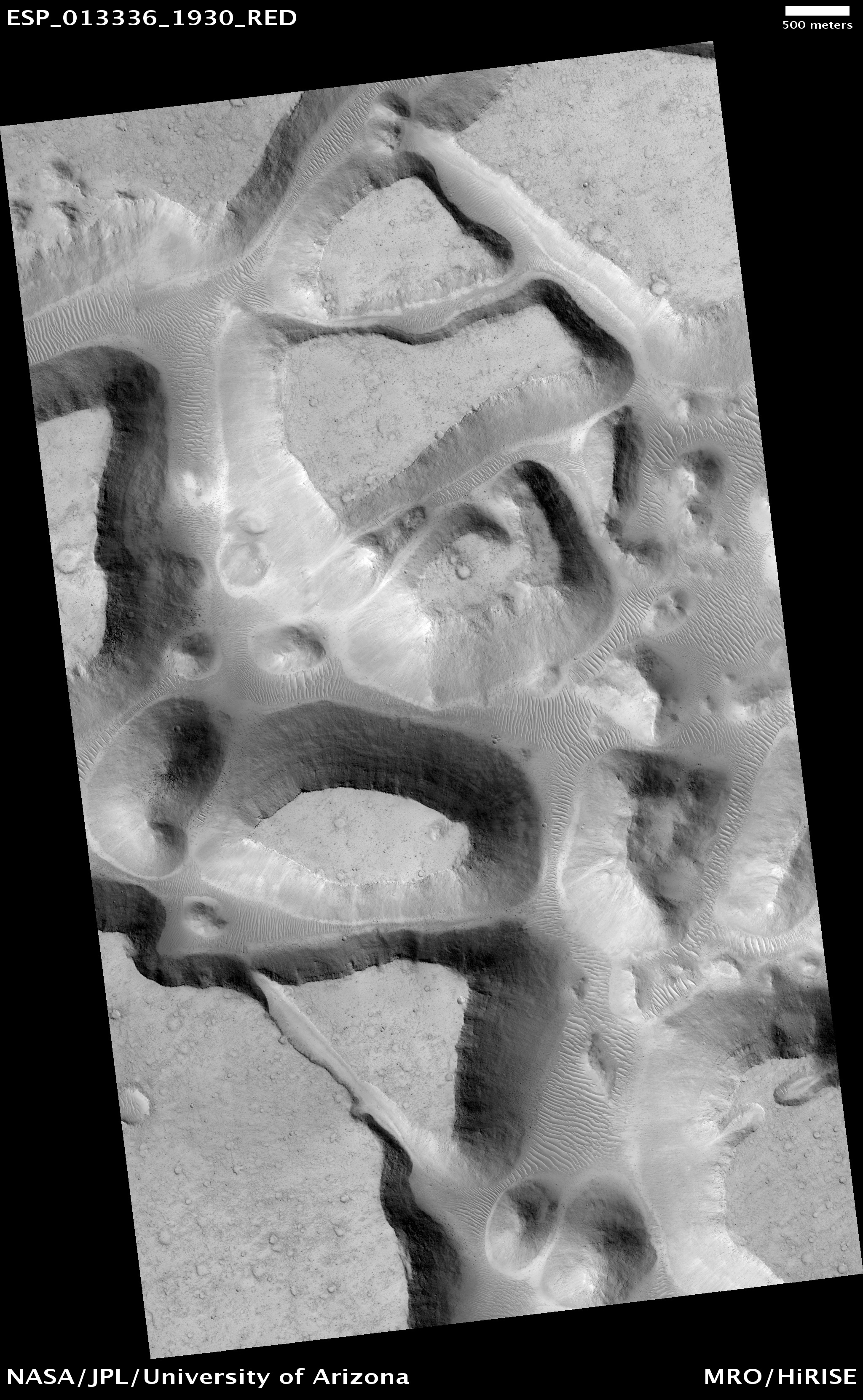
HiRISE 拍攝的伊斯特混沌，位於月沼区。
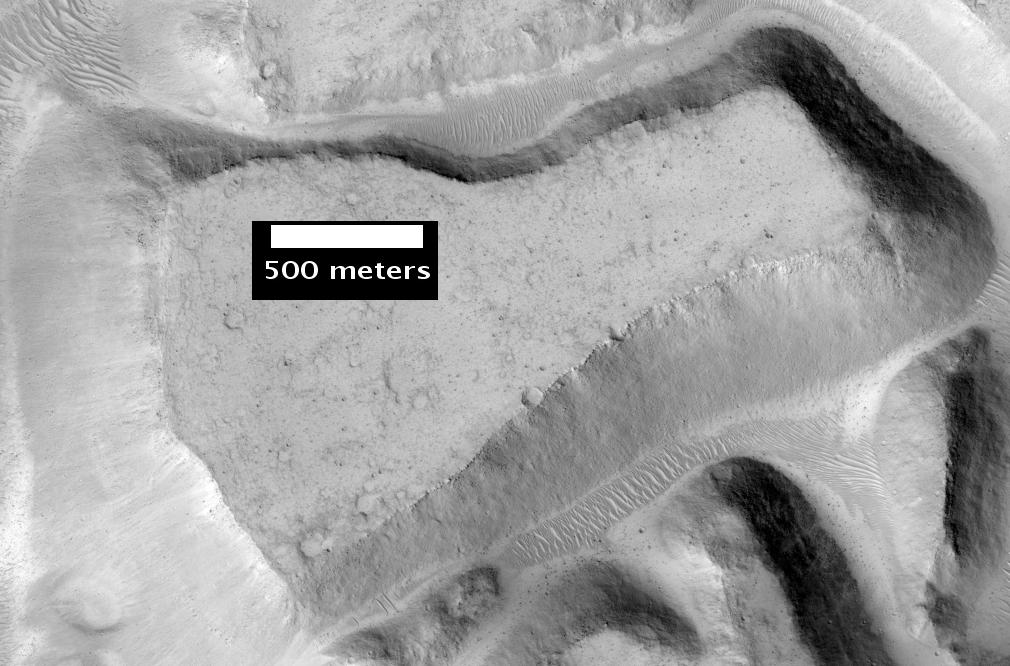
伊斯特混沌近距離影像，位於月沼区。

2010年4月1日，NASA 釋出了第一幅由一般民眾建議HiRISE拍攝區域的HiWish計畫的影像，八個拍攝位置的其中一個是歐羅姆混沌。以下第一幅影像是該區域大範圍影像，另外兩幅則是 HiRISE 影像。

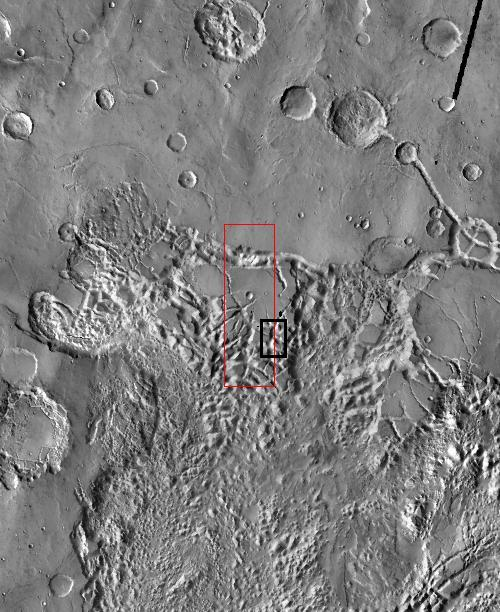
THEMIS 影像，是之後 HiRISE 影像的大範圍區域。黑色框區域內是 HiRISE 的大致區域，本影像是廣大的歐羅姆混沌的一部分，點選影像可見大圖。
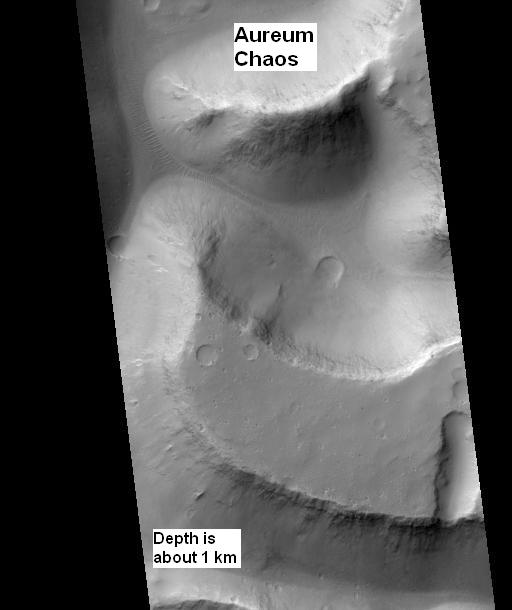
HiWish計畫拍攝的歐羅姆混沌。
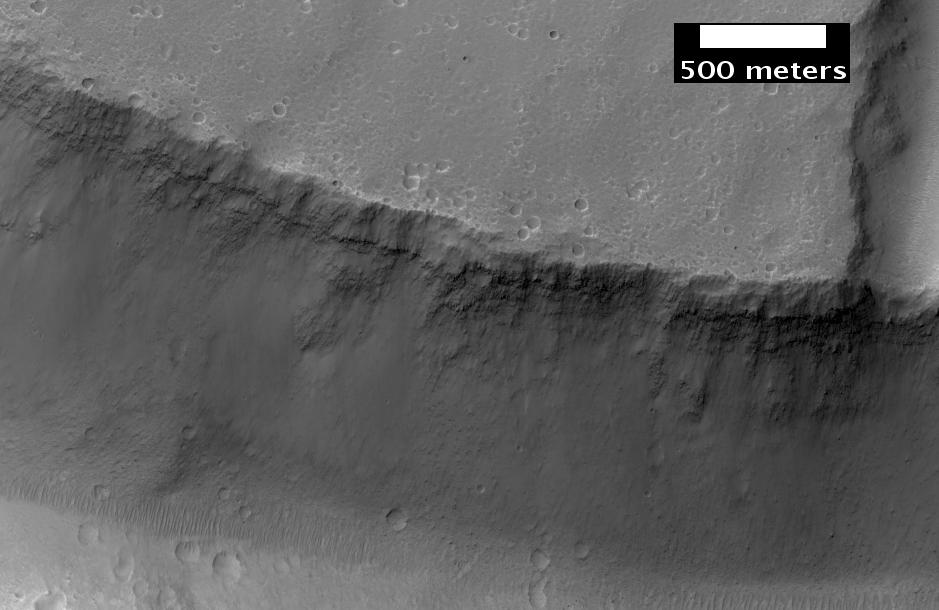
歐羅姆混沌近距離影像。小的圓形點是巨礫。

## 成因
混沌地形的確切成因尚未明暸，目前已有數種不同的行星地質學外力說法被提出。在歐羅巴上，有些可能的成因如木星和其他衛星（如伽利略衛星）所造成的局部潮汐加熱，或由底下火山活動所提供的熱，融解冰層所致。另一說法則是當一物體（如隕石）高速撞入冰層時，冰層碎裂成塊、之間再由融化的冰凝固而成。因為只是碎裂，沒有變形的跡象。這是由觀察到一些呈圓形的混沌地形、周圍噴出物和與隕石坑的關連而得來的。2011年11月一組成員來自德克薩斯州大學奧斯汀分校等單位的科學家團隊在《自然》期刊上提出了歐羅巴上的混沌地形下方可能是巨大的冰下湖。這些湖泊可能被歐羅巴的冰外殼完全包覆住，並且和冰下液態海洋的不同在於更下方有一個冰殼。論文作者提出四個步驟的模型表示如何造成混沌地形和被覆蓋的淺層湖泊。要完全確定湖泊是否存在必須以太空任務探測冰外殼，無論是直接穿透冰殼或以雷達等間接方式探測。
而火星上的混沌地形，則可能是當大量水從地底下多孔細岩層流出後，上方地表變的不穩定、崩塌而形成，火星上的許多河道源頭都是混沌地形。混沌地形在外表上可由成群的桌山、孤峰和小丘，並且被峽谷切過。混沌地形有部分區域並未完全下陷，因此形成大型桌山，可能內部還保有水冰。在火星上許多地方都形成了混沌地形，並且總讓人留下某事物突然讓地表混亂的印象。根據撞擊坑計數（單位面積撞擊坑越多代表該區域越古老）和研究峽谷與其他地表特徵的關係，科學家得到了這些河道形成於20到38億年前的結論。